# レンブラントの家
レンブラントの家（Museum Het Rembrandthuis、レンブラントハイス美術館）は、オランダのアムステルダムにある、画家レンブラント・ファン・レインが1639年から20年間住んでいた家を利用した博物館・美術館である。
1606年に建てられた豪邸であったが、レンブラントは1639年に13,000ギルダーの大金で購入し、妻サスキアとともに引っ越した。彼は『夜警』の注文を受けるなど当時経済的に絶頂期にあったが、1642年にサスキアは世を去り、レンブラントは借金が重なって1656年に破産し、1658年には家は競売にかけられてしまった。
1906年のレンブラント生誕300年記念を期にこの家は残されることとなり、1911年に博物館として開館した。内部はレンブラントが住んでいた当時のように再現してある。
隣接の新館ではレンブラントのエッチングが200点以上とエッチングを刷る機械などが展示されている。

## 外部リンク

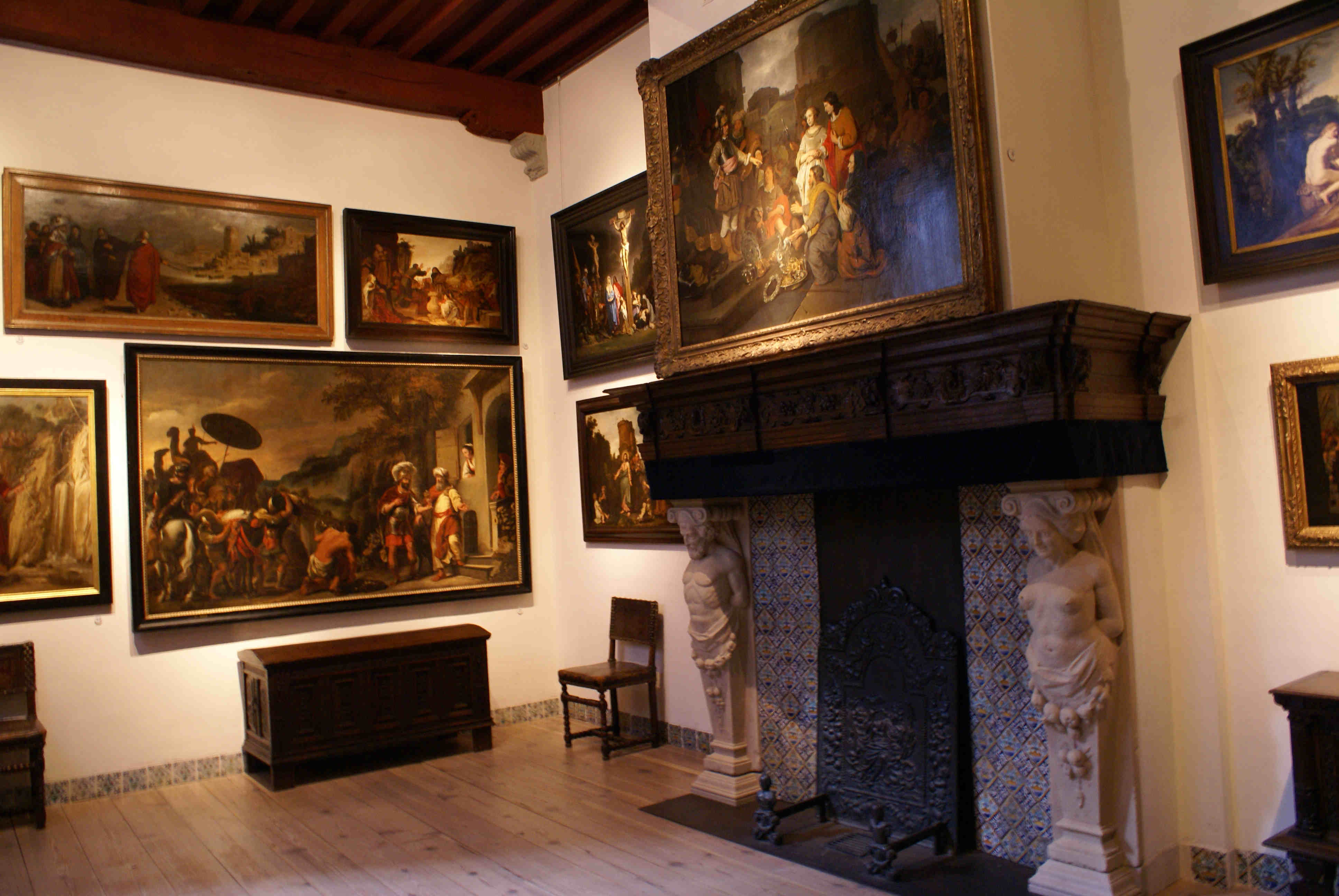
館内

## 概要
開館時間
- 毎日：10:00〜18:00

休館日
- 1月1日、4月30日

観覧料
- 大人：€ 14
- 6歳から17歳の子供：€ 5
- 6歳未満の子供：無料
- ISICカード：€10,00
- Museumcard：無料
- ICOM：無料
- アムステルダムパス：無料
- アムステルダムシティカード：無料
- 美術館友の会会員：無料
- BGL VIPカード：無料